# Conteville (Sena Marítimo)
Conteville é uma comuna francesa na região administrativa da Normandia, no departamento de Sena Marítimo. Estende-se por uma área de 13,71 km². Em 2010 a comuna tinha 499 habitantes (densidade: 36,4 hab./km²).